# Consumed By Your Poison
Albums de Despised Icon
The Healing Process
(2005)
Consumed by Your Poison est le premier album studio du groupe de Deathcore Québécois Despised Icon. Cet album est sorti le 2 octobre 2002 sous le label Galy Records.
C'est l'unique album du groupe enregistré avec la vocaliste Marie-Hélène Landry. En effet, à partir de l'album studio suivant, The Healing Process, c'est le vocaliste Alex Erian qui la remplacera dans Despised Icon, il est d'ailleurs toujours dans le groupe.

## Ré-édition
Cet album a été réédité en 2006 avec un nouveau line-up et sous un autre label, Century Media Records. Les titres ont été complètement ré-enregistrés, donnant un son tout autre. Deux titres y ont également été ajoutés: il y a une version alternative plus longue du titre Poissanariat et un titre supplémentaire, Compelled to Copulate.

## Musiciens
- Marie-Hélène Landry – chant
- Steve Marois – chant
- Eric Jarrin – guitare
- Yannick St-Amand – guitare
- Sebastien Piché – basse
- Alexandre Erian – batterie

## Liste des morceaux
| 1.    | Compelled to Copulate  | 2:53 |
| 2.    | Poissonnariat          | 3:20 |
| 3.    | Grade A-One            | 3:02 |
| 4.    | Le Chêne et le Roseau  | 3:03 |
| 5.    | Dead King              | 0:54 |
| 6.    | Absolu                 | 3:43 |
| 7.    | Fashionable            | 2:45 |
| 8.    | Interfere in Your Days | 2:58 |
| 9.    | Clef de Voûte          | 3:07 |
| 10.   | Despise the Icons      | 0:58 |
| 26:45 |                        |      |

### Titres supplémentaires de la version 2006
| No | Titre                 | Durée |
| -- | --------------------- | ----- |
| 1. | Poissanariat          | 3:29  |
| 2. | Compelled to Copulate | 3:08  |